# Scheldeprijs 2016
La 104.ª edición de la Scheldeprijs fue una carrera ciclista en Bélgica qué se disputó el 4 de abril de 2016. 
Formó parte del UCI Europe Tour en su máxima categoría 1.HC.

## Equipos participantes
| WorldTeams (13)- AG2R La Mondiale - Astana - Cannondale - Dimension Data - Etixx-Quick Step - FDJ - Giant-Alpecin - Katusha - Lotto NL-Jumbo - Lotto-Soudal - Sky - Tinkoff - Trek-Segafredo Equipos continentales profesionales (9)- Bora-Argon 18 - CCC Sprandi Polkowice - Cofidis, Solutions Crédits - Direct Énergie - Fortuneo-Vital Concept - Roompot-Oranje Peloton - Southeast-Venezuela - Topsport Vlaanderen-Baloise - Wanty-Groupe Gobert |
| |

## Clasificación final
- Las clasificaciones finalizaron de la siguiente forma:[1]

| \| Clasificación general \| Clasificación general \| Clasificación general \| Clasificación general \| Clasificación general \| \| Ciclista \| Ciclista \| Equipo \| Tiempo \| \| \| --------------------- \| --------------------- \| ------------------------ \| --------------------- \| --------------------- \| \| 1.º \| Fabio Jakobsen \| Quick-Step Floors \| 4 h 23 min 51 s \| \| \| 2.º \| Pascal Ackermann \| Bora-Hansgrohe \| + 0 s \| \| \| 3.º \| Christopher Lawless \| Team Sky \| + 0 s \| \| \| 4.º \| Jens Debusschere \| Lotto-Soudal \| + 0 s \| \| \| 5.º \| Jérémy Lecroq \| Vital Concept \| + 0 s \| \| \| 6.º \| Max Walscheid \| Team Sunweb \| + 0 s \| \| \| 7.º \| Timothy Dupont \| Wanty-Groupe Gobert \| + 0 s \| \| \| 8.º \| Jonas Rickaert \| Sport Vlaanderen-Baloise \| + 0 s \| \| \| 9.º \| Bram Welten \| Fortuneo-Samsic \| + 0 s \| \| \| 10.º \| Marco Haller \| Katusha-Alpecin \| + 0 s \| \| |                     |                          |                 |
| |                     |                          |                 |
| Fuente: ProCyclingStats |                     |                          |                 |
| Clasificación general |                     |                          |                 |
| Ciclista | Ciclista            | Equipo                   | Tiempo          |
| 1.º | Fabio Jakobsen      | Quick-Step Floors        | 4 h 23 min 51 s |
| 2.º | Pascal Ackermann    | Bora-Hansgrohe           | + 0 s           |
| 3.º | Christopher Lawless | Team Sky                 | + 0 s           |
| 4.º | Jens Debusschere    | Lotto-Soudal             | + 0 s           |
| 5.º | Jérémy Lecroq       | Vital Concept            | + 0 s           |
| 6.º | Max Walscheid       | Team Sunweb              | + 0 s           |
| 7.º | Timothy Dupont      | Wanty-Groupe Gobert      | + 0 s           |
| 8.º | Jonas Rickaert      | Sport Vlaanderen-Baloise | + 0 s           |
| 9.º | Bram Welten         | Fortuneo-Samsic          | + 0 s           |
| 10.º | Marco Haller        | Katusha-Alpecin          | + 0 s           |